# Chuluota
Chuluota es un lugar designado por el censo ubicado en el condado de Seminole en el estado estadounidense de Florida. En el Censo de 2010 tenía una población de 2483 habitantes y una densidad poblacional de 432,62 personas por km².

## Geografía
Chuluota se encuentra ubicado en las coordenadas 28°37′51″N 81°6′43″O / 28.63083, -81.11194. Según la Oficina del Censo de los Estados Unidos, Chuluota tiene una superficie total de 5.74 km², de la cual 4.66 km² corresponden a tierra firme y (18.73%) 1.07 km² es agua.

## Demografía
Según el censo de 2010, había 2483 personas residiendo en Chuluota. La densidad de población era de 432,62 hab./km². De los 2483 habitantes, Chuluota estaba compuesto por el 91.26% blancos, el 1.89% eran afroamericanos, el 0.36% eran amerindios, el 2.17% eran asiáticos, el 0.24% eran isleños del Pacífico, el 1.89% eran de otras razas y el 2.17% pertenecían a dos o más razas. Del total de la población el 10.59% eran hispanos o latinos de cualquier raza.